# Monte Romero
Monte Romero es un yacimiento arqueológico que se encuentra en el término municipal de Almonaster la Real, en la provincia española de Huelva.
El yacimiento es una explotación minero metalúrgica de época orientalizante. Está compuesto por labores mineras que se hallan diseminadas por el área y una zona dedicada a actividades metalúrgicas. Con relación a estas actividades se ha documentado una cultura material relacionada con ellas: copelas, toberas, escorias y mazas de minero, así como cerámicas. Se han documentado cerámicas a mano y a torno de producción local que han permitido fechar el yacimiento entre la segunda mitad del siglo VII a. C. y principios del siglo VI a. C. El yacimiento salió a la luz durante la explotación minera que se realizó en el siglo XIX en la zona. Entonces se encontraron varios martillos en roca, instrumentos líticos, azadas de piedra, mazas y diverso instrumental minero.

## Estatus patrimonial
El Monte Romero es un inmueble inscrito con carácter genérico en el Catálogo General del Patrimonio Histórico Andaluz por Resolución de 28 de julio de 2005, de la Dirección General de Bienes Culturales de la consejería de Cultura de la Junta de Andalucía, y goza del nivel de protección establecido para dichos bienes en la Ley 14/2007, de 26 de noviembre, del Patrimonio Histórico de Andalucía.